# Parera (Willemstad)
Parera – dzielnica (wijk) miasta Willemstad oraz osada (buurt) w dystrykcie Willemstad, w kraju autonomicznym Curaçao, należącym do Holandii, w Ameryce Południowej. 20 października 2023 r. liczyła 464 mieszkańców.  

## Osady
W skład dzielnicy wchodzą cztery osady (buurt):
| Lp. | Nazwa       | Powierzchnia km² | Liczba mieszkańców |
| --- | ----------- | ---------------- | ------------------ |
| 1.  | Arrarat     | 0,02             | 98                 |
| 2.  | Arraratwijk | 0,68             | 176                |
| 3.  | Baai Macola | 0,15             | 158                |
| 4.  | Parera      | 0,31             | 56                 |